# أوانيس جيليوس
أوانيس جيليوس (باليونانية: Ιωάννης Γκέλιος)‏ (24 أبريل 1992 بآوغسبورغ في ألمانيا - ) هو لاعب كرة قدم يوناني في مركز حراسة المرمى. شارك مع منتخب اليونان تحت 21 سنة لكرة القدم. أما مع النوادي، فقد لعب مع نادي آوغسبورغ.

## وصلات خارجية
- أوانيس جيليوس على موقع اتحاد تركيا (لاعب) (الإنجليزية)
- أوانيس جيليوس على موقع قاعدة بيانات كرة القدم.إي يو (الإنجليزية)
- أوانيس جيليوس على موقع Soccerway.com (الإنجليزية)
- أوانيس جيليوس على موقع عالم كرة القدم.نت (الإنجليزية)
- أوانيس جيليوس على موقع AS.com (الإسبانية)